# Сентя

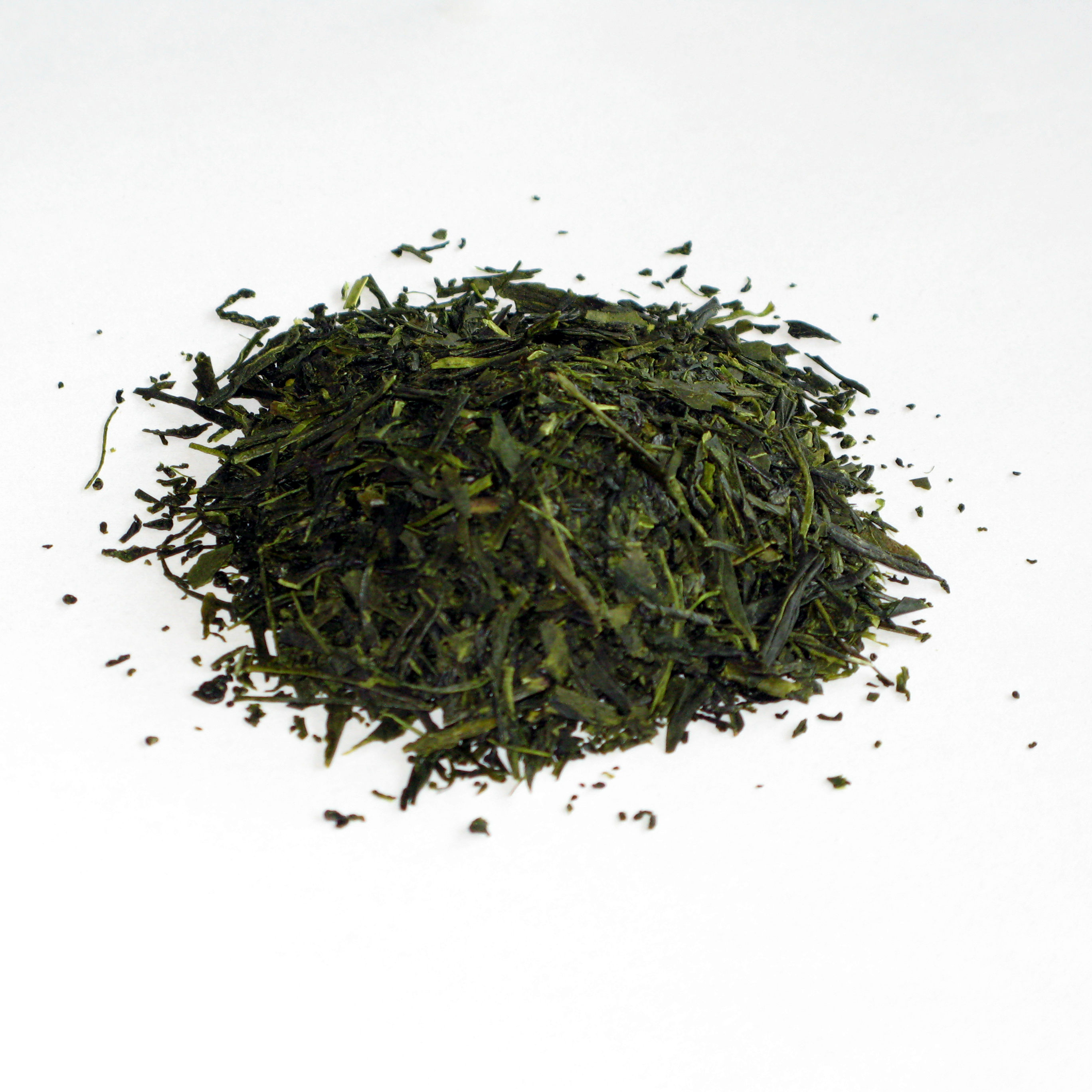
Зелений чай Сенча

Сенча (англ. sencha, яп. 煎茶, せんちゃ, МФА: [sent͡ɕ], «смажений чай») — сорт зеленого чаю, що виробляється в Японії.

## Опис
Сентя є одним із найпопулярніших сортів чаю в Японії (близько ¾ об'єму виробництва всіх зелених чаїв). Центрами виробництва сентя є префектури Сідзуока, Кагосіма, Міе, Нара, Кіото, Сага, Фукуока, Міядзакі, Аіті. Особливо цінується вид сентя сінтя (яп. 新茶, збір квітня, першого місяця сезону) за високий вміст вітамінів, м'якість і чудовий смак. Пізні збори терпкіші, мають грубіший смак і менш сильний аромат.
Історично сентя належить до сортів чаю, які після збору піддають термічній обробці (обсмажуються), однак тепер перед термічною обробкою цей сорт чаю переважно проходить обробку сухою парою. Рекомендована температура заварки — 90 °C, час заварки — близько 30-60 с.
Більша частина сентя виробляється на експорт (в основному в США).

## Галерея

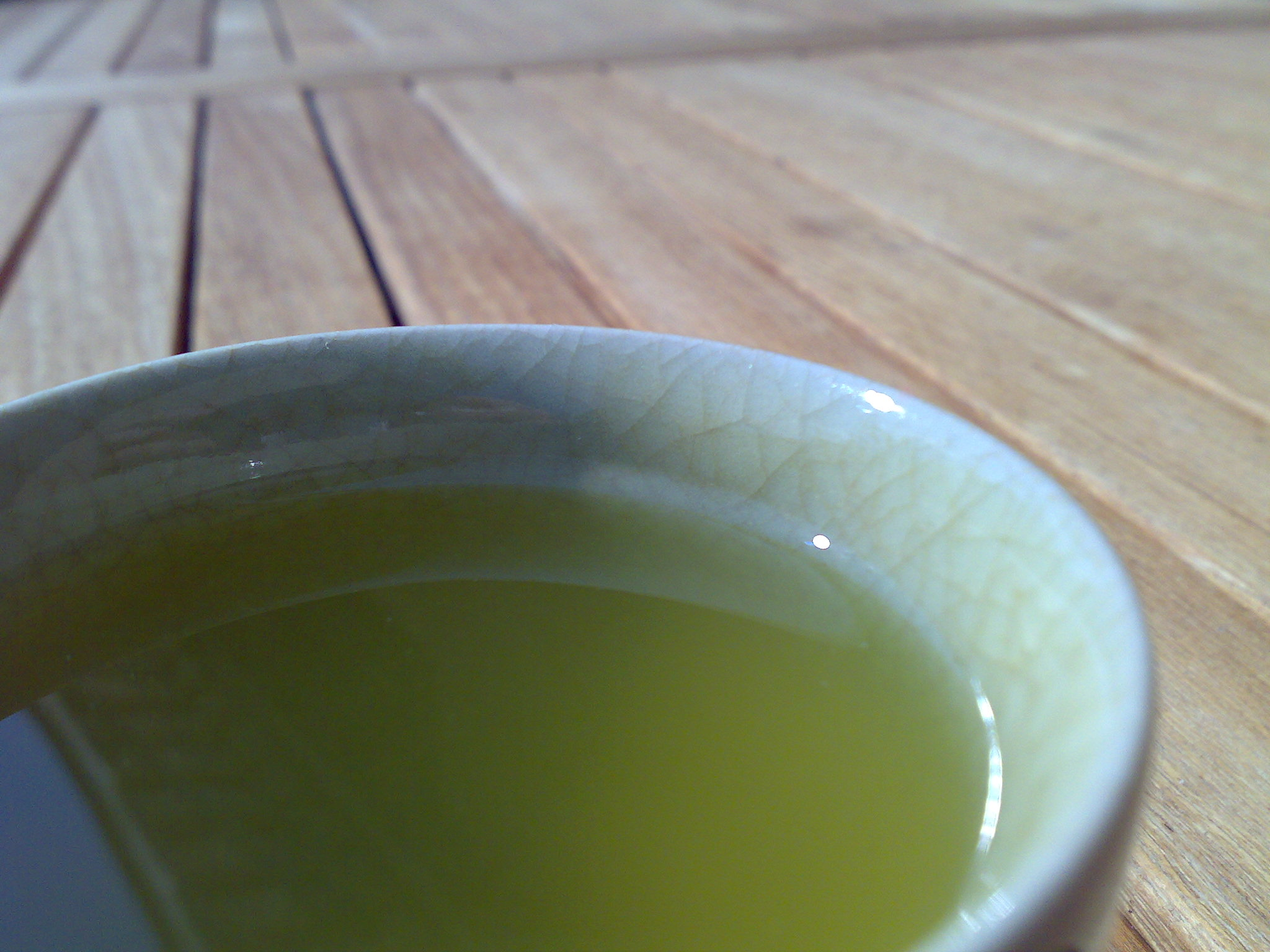
Звичайний сентя
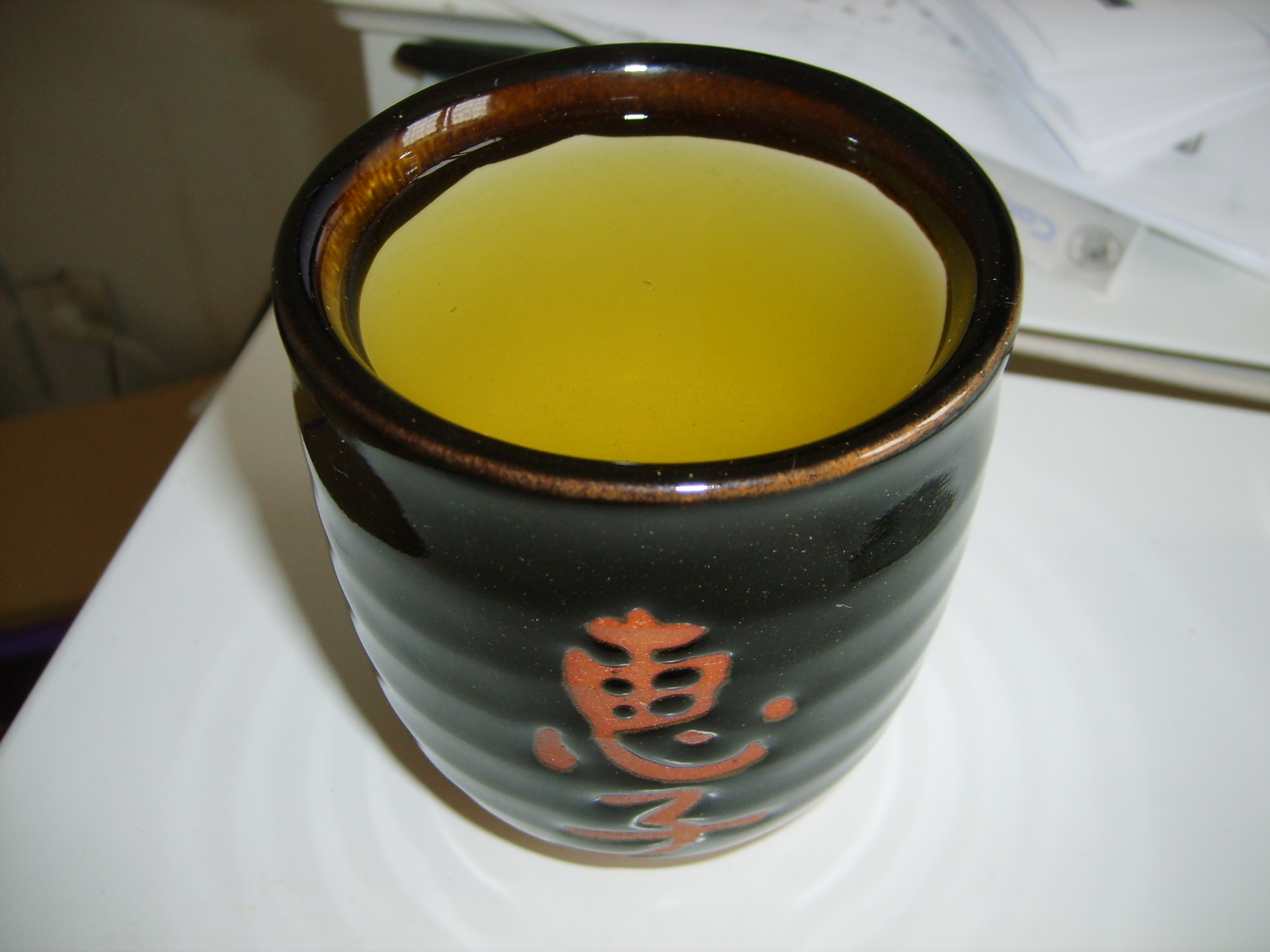
Високоякісний сентя
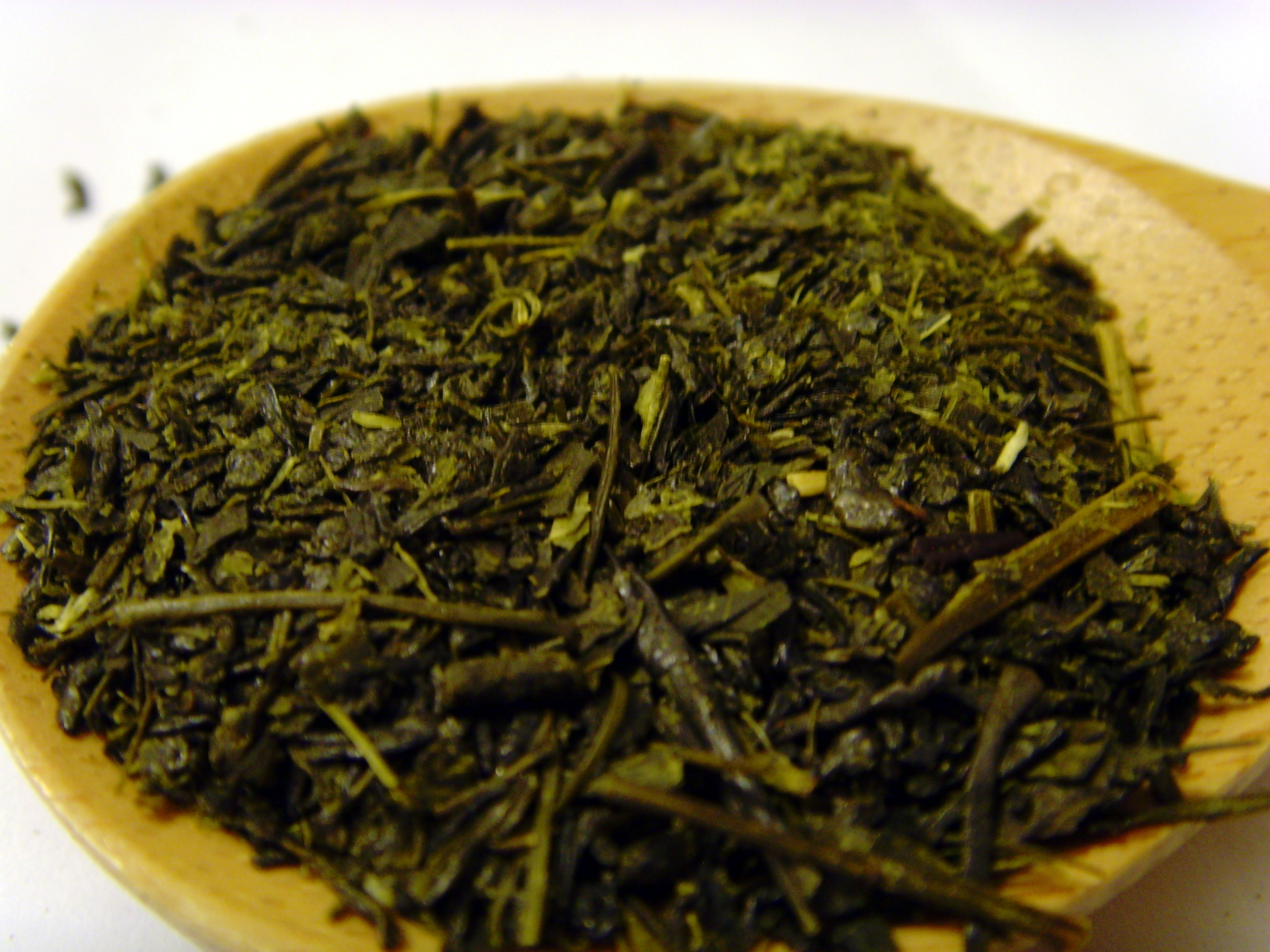
Звичайний сентя
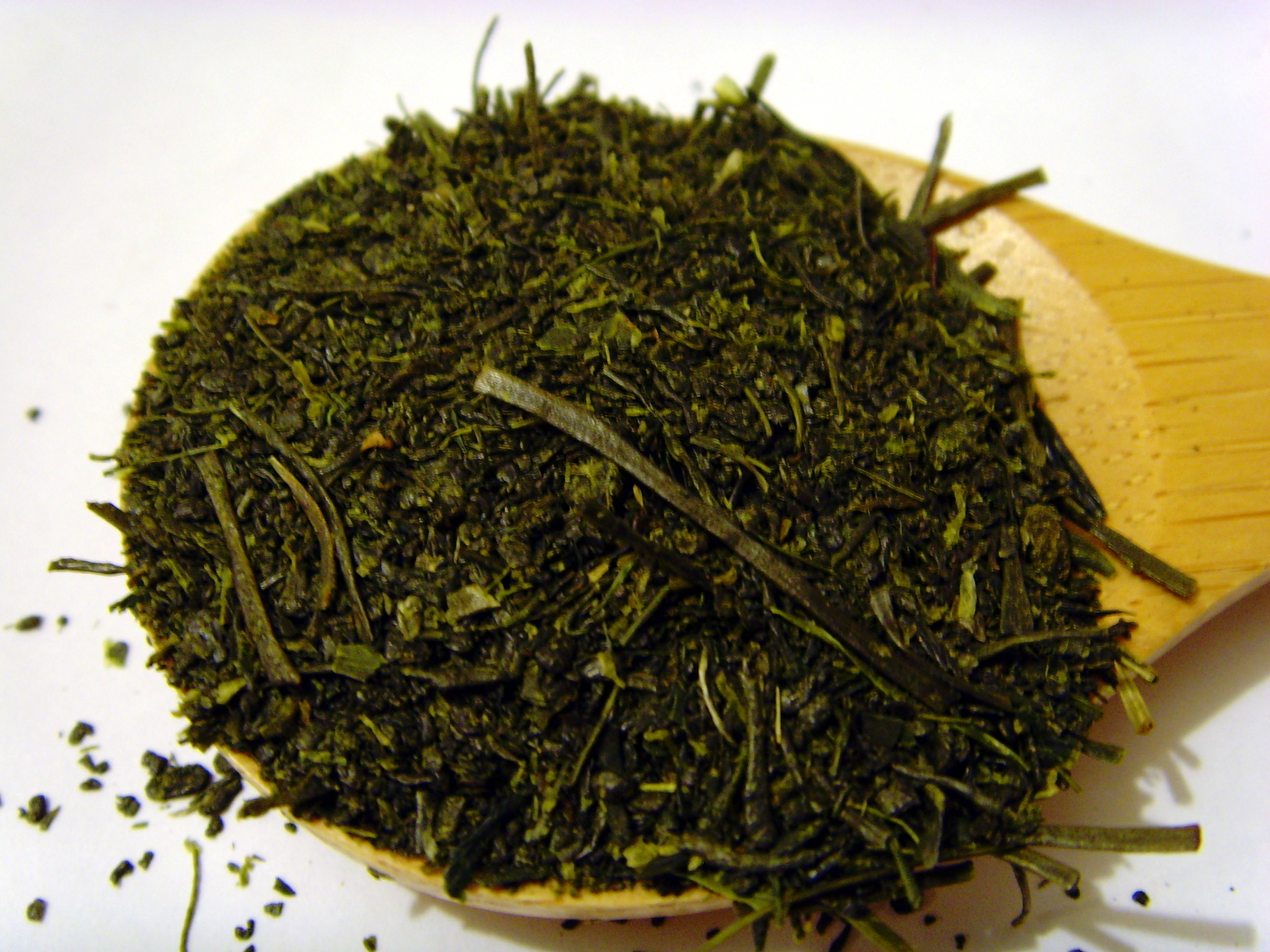
Довго пропарений сентя
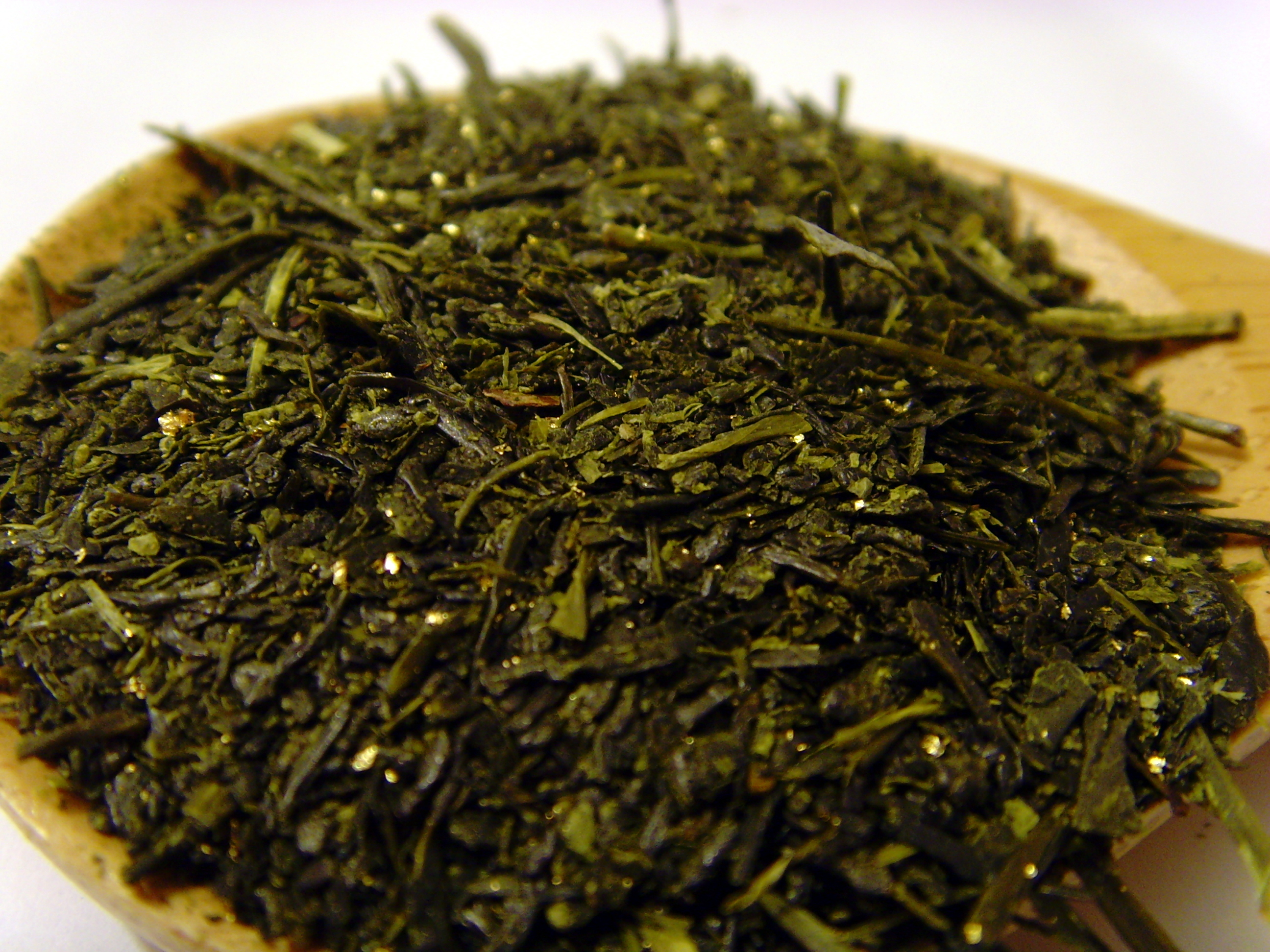
Сентя з золотом